# Emma Blackery
Emma Louise Blackery (né le 11 novembre 1991 au Royaume-Uni) est une auteure-compositrice-interprète et YouTubeuse britannique, originaire de Basildon, Essex,. Sa principale chaîne YouTube compte 1,26 million d'abonnés et ses vidéos plus de 146 530 078 millions de vues.

## Enfance et scolarité
Emma Blackery est né en Angleterre, à Basildon, Essex. Elle est la fille unique de Sheila et Michael Blackery, qui se sont séparés quand elle avait treize ans. Au cours de son enfance et de son adolescence, Emma a été principalement élevée par son père. Sa mère a eu depuis deux autres enfants, Febe et Travis.
Emma a grandi en écoutant Michael Jackson et Madonna et a appris elle-même à jouer de la guitare à l'âge de douze ans après la découverte de groupes tels que Busted, McFly et Green Day. Plus tard, elle citera Good Charlotte, blink-182, The White Stripes, Placebo, Paramore et Twenty One Pilots comme sources d'inspirations de sa propre musique.
Emma a étudié à la Bromfords School, et au lycée SEEVIC.

## Musique
Emma a initialement créé sa chaîne YouTube, emmablackery, pour promouvoir sa musique. Son premier EP, Human Behaviour, sort début de l'année 2012 suivis d'un deuxième, Distance, en juillet 2013, alors accompagné d'un clip vidéo pour le titre, "Go The Distance". Le clip fut alors mis en ligne sur sa chaine YouTube principal et dépasse aujourd'hui les 1 000 000 de vues. L'EP a atteint la première place du classement iTunes de la catégorie Rock lors la première semaine de sa sortie,. Blackery sort son troisième EP, Perfect, le 11 novembre 2014, le jour de son 23e anniversaire, et la chanson Perfect est entré dans le Royaume-Uni Rock & Metal Singles Chart, en 8e position.
En octobre 2015, Emma annonce qu'elle est en pleine écriture enregistrement de son quatrième EPSucks to Be You, prévu pour mai 2016. Le 9 avril 2016 elle publie sur son site le teaser de la chanson Suck to Be You. Le single et son clip paraissent le 13 mai 2016. Sucks to Be You est le premier single de son quatrième EP, portant le même nom. L'EP sort le 27 mai 2016.
Le 4 avril 2016, Blackery annonce qu'elle rejoint le groupe de pop punk Busted en tant qu'invité spécial sur la tournée Pigs Can Fly 2016. En mai 2016, le jour de la sortie de son quatrième EP, Emma fait l'annonce d'une tournée au Royaume-Uni, en octobre 2016.
Le 11 avril 2017, elle publie sur sa nouvelle chaîne Vevo (EmmaBlackeryVEVO) le clip de son nouveau single Nothing Without You qui est la première chanson de son nouvel EP Magnetised prévu pour le 26 mai 2017.

## Vie privée
Blackery a adopté un style de vie végane. Elle a été diagnostiquée comme souffrant du syndrome de fatigue chronique.
En 2014, elle a lancé une collecte de fonds pour plusieurs organismes de bienfaisance en se rasant la tête après avoir récolté un total de 26 101 £. En décembre 2015, elle a plaidé avec succès pour la Liberté en Corée du Nord en recevant 25 000 $ en financement du Projet for Awesome.
Entre 2013 et 2016, Emma a été en couple avec le YouTuber Luke Cutforth. Ils sont restés des amis proches.

## Discographie

### EP
- 2012 : Human Behaviour[22]
- 2013 : Distance[23]
- 2014 : Perfect[24]
- 2016 : Sucks to Be You[25]
- 2017 : Magnetised[26]